# 10th週年劇場版 遊戲王 ～超融合！跨越時空的羈絆～
《10th週年劇場版 遊戲王 ～超融合！跨越時空的羈絆～》是於2010年上映的《遊戲王》劇場版動畫，採取3D製作技術。台灣由東森電影台在2012年2月25日晚上九點首播國語配音版本。

## 概要
《10th週年劇場版 遊戲王 ～超融合！跨越時空的羈絆～》是為紀念《遊戲王》系列動畫十周年所特別推出的動畫電影。由高橋和希所創作的漫畫《遊戲王》在1998年首次被製作成動畫作品，並於之後陸續推出一系列的電腦遊戲、紙牌遊戲、動畫（電視以及電影）、輕小說等作品。
動畫電影《10th週年劇場版 遊戲王 ～超融合！跨越時空的羈絆～》作品中，集合包括《遊戲王－怪獸之決鬥》的「武藤遊戲」、《遊戲王GX》的「遊城十代」及《遊戲王5D's》的「不動遊星」三位主角，共同對抗敵人「帕拉杜克斯（パラドックス）」。另外，作品也會以3D立體動畫的方式呈現給觀眾。

## 故事簡介
為了挽救被毀滅的未來，未來人帕拉杜克斯從未來回到過去並企圖改變歷史，藉著殺死貝卡斯，讓戰鬥怪獸的歷史被抹滅。他穿越時空奪走各個時代的最強之龍，其中包括遊星的星塵龍。遊星藉助紅龍的力量，也回到過去找到遊城十代，並回到數十年前的童實野市找到武藤遊戲，雖然精靈尤貝爾阻止襲擊事件發生、三代決鬥王正準備通知貝卡斯，不料卻被帕拉杜克斯及時阻止。於是三代決鬥王聯手與帕拉杜克斯決鬥，他們經過激烈的決鬥，最終戰勝帕拉杜克斯。

## 登場人物

### 主要人物
- 武藤遊戲（むとう ゆうぎ）

配音：風間俊介（日本）；馮美麗（台灣）
第一代決鬥王。在自己身處的年代中正準備出席貝卡斯舉辦的決鬥大會，但中途遭到帕拉杜克斯襲擊，四周大樓倒塌，他似乎是事件中唯一生還者。
事發過後沒多久便被遊星以紅龍的力量帶回事發前半小時，並接受遊星及十代的邀請，為阻止毀滅性結局與他們合作。
在此時間點上，無名的法老王仍然存在，並由他接替表面人格與帕拉杜克斯進行決鬥。
- 遊城十代（ゆうき じゅうだい）

配音：KENN（日本）；何志威（台灣）
第二代決鬥王。在自己身處的年代中在歐洲調查戰鬥怪獸消失事件時被帕拉杜克斯襲擊，後來因遊星的出現得以逃離被實體化的星塵龍攻擊。
毫不猶疑的相信遊星「穿越時空」的講法，並在自己的王牌怪獸「E•HERO新宇俠」消失且身處的背景城市開始毀滅後跟遊星一起穿越到遊戲的年代，阻止帕拉杜克斯的陰謀。
設定上是在動畫本篇結束後，開始遊歷世界各地。
- 不動遊星（ふどう ゆうせい）

配音：宮下雄也（日本）；李景唐（台灣）
第三代決鬥王。在自己身處的年代中被帕拉杜克斯用空白卡奪去王牌怪獸「星塵龍」，之後他身處的新童實野市也開始毀滅。
為了拯救新童實野市及奪回星塵龍，他藉由紅龍的力量穿越時空先後到十代和遊戲身處的年代，請求二人的協助。
由於在故事後段的回憶中所出現的眾多夥伴身影包括雪莉、布魯諾及滿足團隊時期的鬼柳，因此本片時間點可推斷是在動畫本篇第80集後到毀滅鎮篇之前。
- 帕拉杜克斯（パラドックス）

配音：田村淳（日本）；梁興昌（台灣）
英文為Paradox，亦即悖論。
本片唯一敵人，世界本源滅四星之一。來自比遊星更遙遠的未來，並駕駛著科技比遊星年代更先進、可以穿越時空的D輪。體型亦比遊星的D輪還要大。
自稱正在進行實驗，希望能改變他身處的破滅年代，並認為是戰鬥怪獸最終造成了世界的滅亡。為了達成這個目的，他利用戰鬥怪獸在各個年代進行破壞，甚至企圖抹殺戰鬥怪獸卡之父貝卡斯好改變未來。
從他搶奪的戰鬥怪獸卡當中，包括星塵龍、電子終結龍、究極寶玉神 彩虹龍、青眼白龍、真紅眼黑龍等多個年代的怪獸，會衍生相對的原罪怪獸；將怪獸送入墓地後，可以特殊召喚原罪怪獸。
動畫本篇第146集在回憶中出現，年老的帕拉杜克斯作為Z-ONE的同伴之一出場，Z-ONE亦表明年輕的帕拉杜克斯是為了拯救未來而將他送到過去的移植複製其精神的機器人。

### 其他人物

#### 遊戲王 怪獸之決鬥
- 武藤雙六（むとう すごろく）

配音：宮澤正（日本）；梁興昌（台灣）
武藤遊戲的爺爺。目睹實體化的戰鬥怪獸然而被其攻擊波及到。
- 貝卡斯·J·克羅佛多

配音：高杉Jay二郎（日本）；何志威（台灣）
國際幻象社的社長，戰鬥怪獸卡的創始者，人稱「戰鬥怪獸卡之父」。帕拉杜克斯的暗殺對象。

#### 遊戲王 GX
- 大德寺

配音：山口勝平（日本）；梁興昌（台灣）
遊城十代在學生時期的恩師，現變成幽靈與十代一起旅行。
- 法老

配音：石橋美佳（日本）
大德寺的貓。
- 尤貝爾

配音：鶴弘美（日本）；傅其慧（台灣）
依附在遊城十代身上的精靈，本體是雌雄同體，作品中以女性的姿態登場。在襲擊事件發生前半小時發動攻擊以便疏散人群，藉此阻止事件發生。

#### 遊戲王 5D's
- 傑克 亞特拉斯

配音：星野貴紀（日本）；梁興昌（台灣）
- 烏鴉 霍根

配音：淺沼晉太郎（日本）；何志威（台灣）
- 十六夜 亞紀

配音：木下亞由美（日本）；傅其慧（台灣）
- 龍亞

配音：洞內愛（日本）；馮美麗（台灣）
- 龍可

配音：寺崎裕香（日本）；傅其慧（台灣）
不動遊星的五位夥伴。烏鴉與傑克在騎乘決鬥高速公路上親眼目睹遊星與帕拉杜克斯的決鬥，也看見帕拉杜克斯用空白卡奪走星塵龍。亞紀、龍亞與龍可在圖書館調查戰鬥怪獸的歷史時發現星塵龍出現在過去。

## 製作人員
- 原作：高橋和希（集英社「週刊少年Jump」）
- 連載：遊戲王GX、遊戲王5D's（集英社「V Jump」）
- 企劃：川崎由紀夫、篠田芳彦
- 製作：田村明彦、永井秀之
- 執行製作人：小田原明子、松下洋子
- 導演・分鏡・演出：竹下健一
- 監修・演出：小野勝巳
- 腳本：吉田伸
- 決鬥構成：彦久保雅博
- 人物設計・怪獸設計・總作畫監督：加加美高浩
- 作畫監督：加加美高浩、德田夢之介、小林一幸、原憲一、高橋克之、和田高明、丸山修二
- D輪設計：こかいゆうじ
- 動畫原創卡片設計：長森佳容
- 美術監督：東潤一
- 色彩設計：箕輪綾美
- 攝影監督：枝光弘明
- CG協調：永田太
- CG製作：デジタルワークス
- CG指導：富田和仙
- 2D編集：楫野允史
- 立體3D映像製作：キュー・テック
- 立體3D總監：三田邦彦
- 立體3D編集：水谷元彥、塚田徹郎
- 音樂：蓑部雄崇、Wall5 project
- 音樂製作協力：マーベラスエンターテイメント
- 音響監督：平光琢也
- 動畫製作人：水田賢治
- 製作人：佐佐木亮、山崎立士、實松照晃
- 動畫制作：ぎゃろっぷ
- 製作・發行：NAS
- 製作：東京電視台、NAS

## 主題曲
- 『makemagic（メイクマジック）』

作詞：haderu
作曲：サイトウヨシヒロ
編曲：大西省吾
歌：jealkb

## 外部連結
- （日語） 《10th週年劇場版 遊戲王 ～超融合！跨越時空的羈絆～》官方網站（页面存档备份，存于）
- 互联网电影数据库（IMDb）上《10th週年劇場版 遊戲王 ～超融合！跨越時空的羈絆～》的资料（英文）